# 로보컵

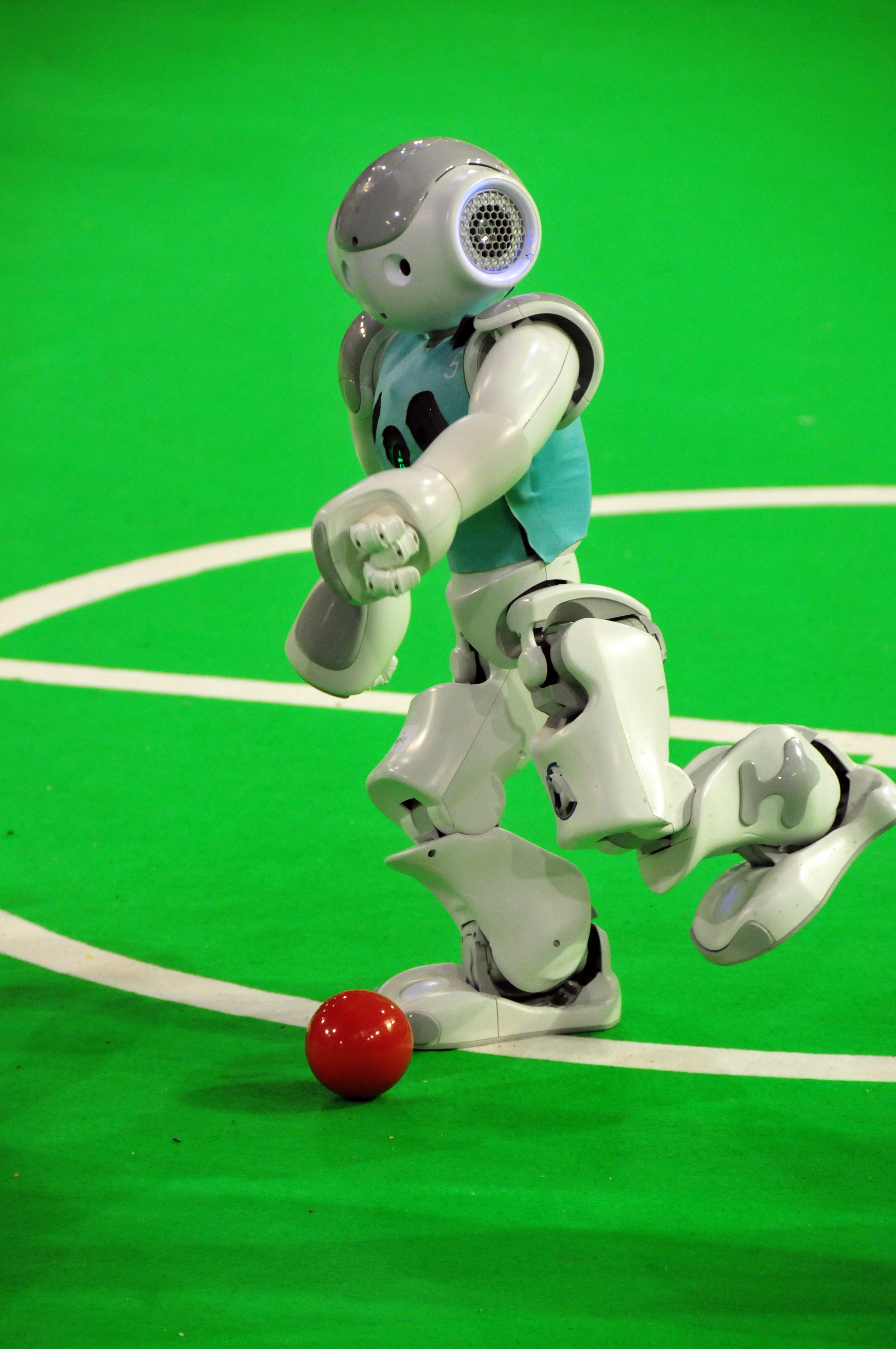
로보컵 2013에서 공 차기를 시도하는 한 로봇

로보컵(RoboCup)은 히로아키 기타노, 마누엘라 M. 벨로소(Manuela M. Veloso), 미노루 아사다 등 대학 교수 그룹이 1996년에 창설한 연례 국제 로봇공학 대회이다. 대회의 목적은 공개적으로 매력적이면서도 강력한 도전 과제를 제공하여 로봇공학 및 AI 연구를 촉진하는 것이다.
'로보컵'이라는 이름은 대회의 정식 명칭인 'Robot World Cup Initiative'(FIFA 월드컵 기준)를 줄인 것이지만, 'RoboCupRescue', 'RoboCup@Home', 'RoboCupJunior' 등 이 밖에도 다양한 대회 분야가 있다. . 피터 스톤(Peter Stone)은 현재 로보컵의 회장으로 2019년부터 회장직을 맡고 있다.
프로젝트의 공식적인 목표는 다음과 같다.
"21세기 중반에는 완전 자율 휴머노이드 로봇 축구 선수로 구성된 팀이 FIFA 공식 규정에 따라 가장 최근 월드컵 우승팀을 상대로 축구 경기에서 승리하게 될 것이다."

## 같이 보기
- 로봇